# 라디오 프랑스 필하모니 관현악단

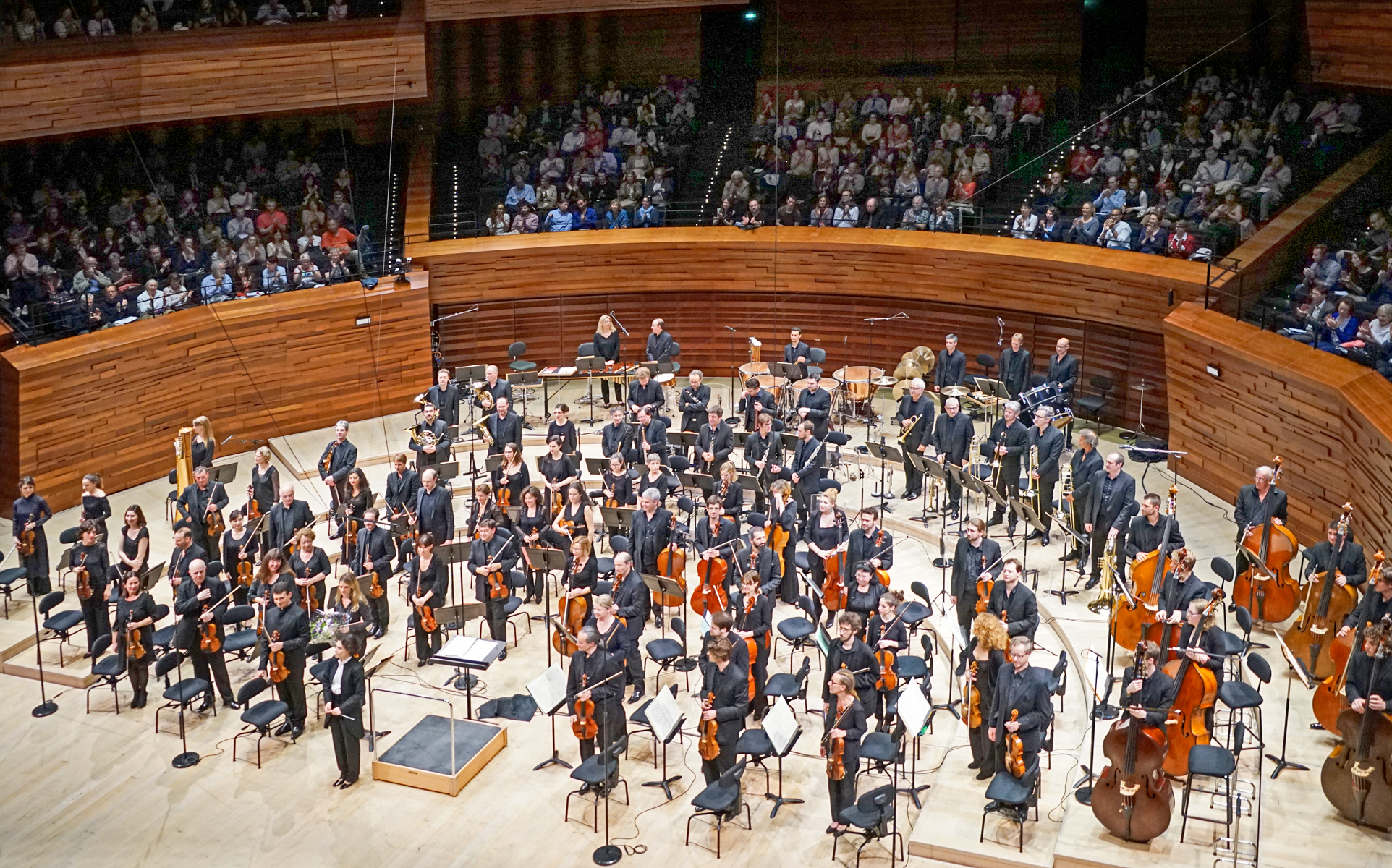

라디오 프랑스 필하모니 관현악단(프랑스어: Orchestre Philharmonique de Radio France)은 파리를 거점으로 하는 프랑스의 관현악단으로, 프랑스 국립 관현악단과 마찬가지로 라디오 프랑스 산하의 악단으로 활동하고 있다.

## 역사
1937년에 방송 교향악단(Orchestre Radio-Symphonique)으로 창단된 것이 시초이며, 1941년에는 라디오 리리크 관현악단(Orchestre Radio-Lyrique)이 별도로 창단되었다. 두 악단 모두 초기에는 상임 지휘자 없이 활동했으며, 2차 세계대전 종전 후인 1952년에는 프랑스 방송 실내 관현악단(Orchestre de Chambre de la Radiodiffusion française)이 창단되었다.
방송 교향악단과 라디오 리리크 관현악단의 초대 상임 지휘자는 각각 외젠 비고와 아돌프 지베르가 맡았으며, 1960년에는 방송 교향악단이 프랑스 방송 필하모닉 오케스트라(Orchestre Philharmonique de la Radiodiffusion française)로 개칭되었다. 1964년에 텔레비전 부서의 추가로 방송국 명칭이 바뀌면서 악단 명칭도 동시에 'Orchestre Philharmonique de l'ORTF(ORTF: Office de Radiodiffusion-Télévision Française)' 로 재차 개칭되었다.
개칭된 필하모닉 오케스트라의 상임 지휘자는 샤를 브뤼크가 맡아 5년간 활동했으며, 1976년에는 필하모닉 오케스트라와 라디오 리리크 관현악단, 실내 관현악단 세 단체를 통합해 라디오 프랑스 신 필하모닉 오케스트라(Nouvel Orchestre Philharmonique de Radio France)로 재창단되었다. 신 필하모닉 오케스트라의 초대 음악 감독으로는 질베르 아미가 임명되어 1989년까지 재임했으며, 에마누엘 크리빈과 마렉 야노프스키도 수석 객원 지휘자로 활동했다.
아미 사임 후에는 야노프스키가 음악 감독으로 임명되었으며, 동시에 '신(Nouvel)' 을 뺀 현재의 명칭으로 최종 개칭되었다. 야노프스키는 2000년까지 재임했으며, 후임으로 정명훈이 부임하였다가 현재는 미코 프랑크가 재임하고 있다.

## 주요 활동
방송 교향악단과 라디오 리리크 관현악단 모두 창단 목적에 따라 방송 연주회 위주로 많이 활동했으나, 전쟁 중에는 극심한 활동 부진 상태를 면치 못했다. 전후 프랑스 방송계가 개편되고 재출범하면서 다시 재건과 정비가 시작되었으나, 1960년대 후반과 1970년대 중반에 재결성 혹은 개칭된 파리 관현악단이나 프랑스 국립 관현악단에 점차 밀려나게 되었다.
악단의 통폐합도 이러한 위기를 타개하기 위해 실시되었으며, 여타 프랑스 악단과 달리 근현대 작품의 소개에 주력하는 형태로 활동 노선이 변경되었다. 지금도 프랑스인 혹은 프랑스 거주 작곡가들의 현대곡을 특히 많이 다루고 있으며, 이외에도 오페라의 연주회 형식 상연이나 기존 명곡의 공연 등도 개최하고 있다. 그러나 잦은 명칭 변경과 통폐합이 오히려 악단의 존재를 알리는 데 장애가 되었다는 지적도 있다.
녹음은 ORTF 필하모닉 시대부터 프랑스 현대 작품을 중심으로 진행되었으며, 야노프스키 재임기에는 버진 레코드나 에라토, RCA, 텔덱 등의 음반사들과 계약을 맺고 생상과 댕디, 드뷔시, 루토스와프스키, 메시앙, 풀랑, 루셀, 쇼송, 브루크너, 레거 등의 다양한 작품을 녹음했다.
야노프스키의 후임인 정명훈은 도이체 그라모폰과 버진 레코드에 베토벤, 라벨, 메시앙과 뒤튀외의 작품들을 녹음했으며, 이외에도 조르주 프레트르나 레너드 번스타인, 마리우스 콩스탕, 아르맹 조르당, 엘리아후 인발, 파보 예르비, 샤를 뒤투아 등이 지휘한 녹음도 여러 음반사들을 통해 발매되었다.
공연장은 주로 살르 플레옐과 메종 드 라디오 프랑스의 살르 올리비에 메시앙을 사용하고 있으며, 악단원들의 실내악 공연도 메종 드 라디오 프랑스의 살르 샤를 트레네에서 개최되고 있다.

## 역대 주요 지휘자
- 르네-바통 (1937-1940 방송 교향악단 상임 지휘자)
- 외젠 비고 (1947-1965 방송 교향악단 상임 지휘자)
- 아돌프 지베르 (1951-1976 라디오 리리크 관현악단 상임 지휘자)
- 샤를 브뤼크 (1965-1970 프랑스 방송 필하모닉 오케스트라 상임 지휘자)
- 질베르 아미 (1976-1989 라디오 프랑스 신 필하모닉 오케스트라 음악 감독)
- 에마누엘 크리빈 (1981-1983 라디오 프랑스 신 필하모닉 오케스트라 수석 객원 지휘자)
- 마렉 야노프스키 (1984-1989 라디오 프랑스 신 필하모닉 오케스트라 수석 객원 지휘자, 1989-2000 음악 감독)
- 정명훈 (2000-2015/09 음악 감독)
- 미코 프랑크 (2015/09 음악 감독)[1]